# Инжекция горячих носителей
Инже́кция горя́чих носи́телей (англ. hot-carrier injection) — явление в приборах твердотельной электроники, при котором электроны или дырки переходят из одной области прибора в другую, являясь или становясь горячими хотя бы в одной из этих областей. Смысл слова «горячие» здесь в том, что энергетическое распределение электронов или дырок приближённо описывается произведением плотности состояний на функцию Ферми с более высокой, до тысяч кельвин, эффективной температурой, чем температура прибора. 
Явление имеет место во многих структурах. Наиболее значим случай инжекции горячих носителей в подзатворный диэлектрик в полевом МОП-транзисторе (после приобретения при движении в канале достаточной кинетической энергии для преодоления барьера на стыке полупроводник—диэлектрик) путём эмиссии или туннелирования. При этом вошедшие в диэлектрик носители могут создавать паразитный ток затвора, а также оказаться «пойманными» на дефекты диэлектрика, что искажает рабочие характеристики транзистора.

## Понятие «горячие носители»
Термин «горячий носитель» введён для описания неравновесных электронов (или дырок) с энергией существенно выше тепловой энергии {\displaystyle kT} ({\displaystyle k} — постоянная Больцмана, {\displaystyle T} — температура образца) в полупроводниках. Носители с такой повышенной энергией могут появиться различными путями: в сильном электрическом поле, при поглощении фотона с энергией кванта намного больше ширины запрещённой зоны материала, при прохождении над потенциальной ступенькой (в гетеропереходах), при воздействии ионизирующего излучения. 
На зонной диаграмме горячие электроны находятся существенно выше дна зоны проводимости {\displaystyle E_{c}} материала (в отличие от равновесных, которые располагаются около {\displaystyle E_{c}}). Горячие дырки находятся существенно ниже потолка валентной зоны {\displaystyle E_{v}}.
Во многих ситуациях вероятность заполнения электронных/дырочных состояний может быть описана функцией Ферми, если в неё вместо {\displaystyle T} подставить повышенную величину {\displaystyle T_{eff}>T}. Бо́льшая температура (как отражение более высокой энергии частиц в ансамбле) влияет на подвижность носителей заряда и, как следствие, на то, как они движутся в структуре. Однако, в ряде случаев тот факт, что электроны и дырки являются горячими, может быть незначимым: скажем, в фотоэлементах важна сама фотогенерация новых электронно-дырочных пар (а не энергия появившихся носителей: избыточная энергия теряется в виде тепла).
Если горячий носитель попал в область слабого поля, происходит его постепенная релаксация, в основном за счёт рассеяния на фононах, но определённую роль играют ударная ионизация и излучательные переходы.

## Инжекция горячих носителей в полевом транзисторе

### Общее описание ситуации
Инжекция горячих носителей реализуется в разнообразных структурах с различными комбинациями материалов и при разных условиях подачи напряжений на клеммы прибора (так, в полевом транзисторе горячие электроны могут инжектироваться из подложки в затвор, из затвора в подложку, из канала в сток, есть и иные варианты).
Наиболее традиционно под инжекцией горячих носителей понимается попадание разогретых в канале электронов (или дырок) в диэлектрик, преимущественно в пристоковой области. Основными материалами при этом являются кремний в качестве полупроводника и диоксид кремния в качестве диэлектрика.
Чтобы войти в зону проводимости диэлектрика SiO2 путём надбарьерной эмиссии, электрон должен получить кинетическую энергию примерно равную 3,2 эВ. Для попадания дырок в валентную зону окисла требуется наличие энергии в 4,6 эВ. Если носитель горячий, но его энергия ниже этих значений, возможно туннелирование, которое значительно облегчается по сравнению со случаем термически равновесных носителей.

### Влияние на характеристики
Из-за появления тока затвора при инжекции горячих носителей (в основном, имеются в виду электроны) снижается ток стока, так как до него не доходит часть электронов, стартовавших из истока.  
Наряду с этим, горячие электроны захватываются существующими в диэлектрике дефектами; там возникает заряд, искажающий распределение потенциала в структуре и изменяющий вид входных и выходных характеристик. 
Горячие электроны могут также порождать дополнительные дефекты-ловушки, что усугубляет ситуацию. А именно, на границе кремния с оксидом обычно присутствует какое-то количество атомов водорода, которые пассивируют поверхность, формируя связи Si-H. «Ударяя» в связь, горячий электрон разрывает её, создавая локальный дефект интерфейса; при этом атом водорода высвобождается из подложки. 
Если дефектов интерфейса много, пороговое напряжение изменяется и подпороговая крутизна ухудшается. Также деградируют подвижность и частотные характеристики интегральной схемы.

### Скейлинг и надёжность
Важнейшим трендом развития промышленной электроники является повышение степени интеграции элементов микросхем, базирующееся на уменьшении размеров (скейлинге) основного элемента — полевого транзистора.
При этом внутренние электрические поля увеличиваются, что улучшает некоторые показатели функционирования прибора на высоких частотах, но одновременно создаёт проблемы, так как повышается энергия, достигаемая носителями в канале, — и их инжекция в диэлектрик становится более разрушительной.
Проблемы проявляются при длительной эксплуатации прибора. Особенно неблагоприятно (более опасно, чем туннельная утечка) попадание горячих носителей в разрешённую зону диэлектрика, провоцирующее пробой и полный отказ элемента. Но и длительная постепенная деградация диэлектрика при накоплении дефектов может кардинально изменить характеристики МОП-транзистора, в том числе вызывать сдвиг его порогового напряжения, что приводит к неправильной работе всей интегральной схемы. Деградация устройства по причине накопления дефектов от инжекции горячих носителей получила название «деградация от горячих носителей» (англ. hot carrier degradation). Нередко деградация предшествует пробою, существует специальная характеристика надежности: заряд, перенос которого через диэлектрик вызывает пробой (англ. charge-to-breakdown, Кл/см2).

## Инжекция горячих носителей в других приборах

### В детекторах
Инжекция горячих носителей происходит в полупроводниковых детекторах частиц и квантов света. Воздействие протонов или электронов (в том числе в космосе) по сути является их инжекцией в структуру, причём энергия может достигать десятков и сотен эВ. Горячие носители могут также создаваться в самом детекторе за счёт поглощения рентгеновских и гамма-лучей с последующим переносом в другие области прибора.

### В элементах флеш-памяти
Инжекция горячих носителей лежит в основе работы элементов энергонезависимой флеш-памяти (EEPROM). 
В этих элементах используется принцип инжекции горячих носителей путём их намеренного ввода через оксидный слой для зарядки плавающего затвора. Наличие заряда изменяет пороговое напряжение МОП-транзистора для представления логического состояния «0». Незаряженный плавающий затвор представляет логическое состояние «1». При стирании ячейки энергонезависимой флеш-памяти сохранённый заряд удаляется путём туннелирования Фаулера—Нордгейма.
Повреждение диэлектрика при инжекции является одним из факторов, ограничивающих возможное число циклов записи—-стирания в таких элементах. 

### В тонкоплёночных элементах
В микроэлектронике используются тонкоплёночные триоды на горячих электронах на основе структур «металл-диэлектрик-металл-диэлектрик-металл» или «металл-полупроводник-металл-полупроводник-металл».